# Édouard Vaillant

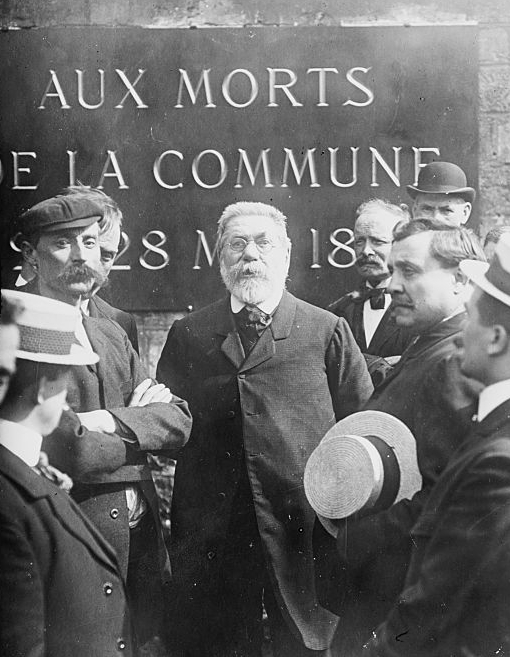
Édouard Vaillant (Bildmitte) vor der Mur des Fédérés, einer Gedenkwand für die getöteten Revolutionäre der Pariser Kommune auf dem Friedhof Père-Lachaise in Paris (Fotografie Ende Mai 1908 bei der Demonstration zur 37. Jährung der sogenannten „blutigen Maiwoche“)

Édouard Vaillant (geboren am 26. Januar 1840 in Vierzon; gestorben am 18. Dezember 1915 in Saint-Mandé) war im letzten Viertel des 19. und Anfang des 20. Jahrhunderts ein sozialistischer Politiker in Frankreich. 1871 war er Abgeordneter der revolutionären Pariser Kommune, und von 1893 bis zu seinem Tod Mandatsträger in der Abgeordnetenkammer der Dritten Französischen Republik.
Auf übernationaler Ebene erlangte er in den späten 1860er und frühen 1870er Jahren Bedeutung als Angehöriger der Internationalen Arbeiterassoziation, und – 13 Jahre nach deren Auflösung – im Jahr 1889 als Mitbegründer der Zweiten Internationale der sozialistischen Arbeiterbewegung.

## Leben
Vaillant war der Sohn eines Rechtsanwalts in Vierzon.
Er schloss 1862 an der École centrale Paris zunächst als Diplomingenieur ab. Anschließend promovierte er an der Sorbonne zum Doktor der Naturwissenschaft. In Paris stand er in Verbindung mit Charles Longuet, Louis-Auguste Rogeard, Jules Vallès und dem frühen Theoretiker des mutualistischen Anarchismus Joseph Proudhon.
Vaillant schloss sich 1864 der im Wesentlichen auf Initiative von Karl Marx gegründeten Internationalen Arbeiterassoziation (IAA) an, die heute auch als Erste Internationale bezeichnet wird. 1866 unternahm er eine Studienreise nach Deutschland, wo er mit dem religionskritischen Philosophen Ludwig Feuerbach in Kontakt kam. Ab 1867 hielt er sich auf Empfehlung von Ludwig Pfau in Tübingen auf, wo er sich an der Universität weiterbildete und Kontakt zur Familie von Hermann Kurz hatte.
Zu Beginn des Deutsch-Französischen Krieges kehrte er 1870 nach Paris zurück und schloss sich nach dem Sieg Preußens bzw. des Norddeutschen Bundes über das zweite französische Kaiserreich im März 1871 der linksrevolutionären Pariser Kommune an. Bei dieser – nach marxistischer Diktion – ersten proletarischen Revolution folgte er den Ideen des Blanquismus.
Nach der Ende Mai 1871 erfolgten blutigen Niederschlagung der Commune de Paris emigrierte er ins britische Exil, wo er enge Kontakte zum blanquistischen Flügel der Internationalen Arbeiterassoziation hatte. 1872 war er von der französischen Justiz als Beteiligter der Commune in Abwesenheit zum Tode verurteilt worden. Er kehrte erst nach der Generalamnestie von 1880 wieder nach Frankreich zurück.
Nachdem die IAA aufgrund des ideologischen Grundsatzkonfliktes zwischen Marxisten und Anarchisten infolge des Ausschlusses von Michail Bakunin 1872 zerfallen und 1876 formell aufgelöst worden war, gehörte Vaillant im Jahr 1889 zu den prominenten Gründungsmitgliedern der zweiten bzw. der Sozialistischen Internationale. Zusammen mit dem deutschen Sozialisten Wilhelm Liebknecht war er Vorsitzender des internationalen Sozialistenkongresses, der mit rund 400 Delegierten aus 20 Staaten vom 14. bis 20. Juli 1889 in Paris tagte, und der zur Gründung der Zweiten Internationale führte.
1893 wurde Vaillant für die noch in verschiedenen Einzelorganisationen aufgeteilte sozialistische Fraktion in die Abgeordnetenkammer der Dritten französischen Republik gewählt. Während seiner Abgeordnetentätigkeit im Parlament stand er ideologisch zwischen dem eher reformorientierten Jean Jaurès und dem am revolutionären Marxismus orientierten Jules Guesde, arbeitete aber eng mit beiden zusammen. Mit ihnen gehörte er 1905 zu den führenden Gründungsmitgliedern der aus dem Zusammenschluss der Parti socialiste de France (PSdF) und der Parti socialiste français (PSF) hervorgegangenen Section française de l’Internationale ouvrière (übersetzt: Französische Sektion der Arbeiter-Internationale, abgekürzt: SFIO), der Vorgängerpartei der 1969 aus ihr hervorgegangenen Sozialistischen Partei Frankreichs. Diese marxistisch ausgerichtete Partei bekämpfte auf antiimperialistischer Grundlage insbesondere die französische Kolonialpolitik und den sich verstärkenden Nationalismus. Bis 1914 entwickelte sich die SFIO zur zweitstärksten Fraktion im französischen Parlament.
Im Vorfeld des Ersten Weltkrieges gehörte Vaillant zu den Gegnern des sich anbahnenden „großen Krieges“. Gemäß der Verpflichtung der Sozialistischen Internationale zur überstaatlichen Solidarität der Arbeiterklasse (vgl. Internationalismus) forderte er mit dem Ziel der Kriegsverhinderung zum Generalstreik auf. Nachdem sein pazifistischer Parteigenosse Jean Jaurès von einem nationalistischen Attentäter ermordet worden war, und die Antikriegsstimmung auch bei der Linken in Frankreich umgeschlagen war, befürwortete Vaillant zu Beginn des Krieges nach einer Rede des französischen Staatspräsidenten Raymond Poincaré allerdings die Gedanken der Union sacrée („geheiligter Bund“), einer Art Zusammenschluss der politischen Parteien unter der Präferenz der „Verteidigung des Vaterlandes“ (ähnlich der Burgfriedenspolitik der SPD beim Kriegsgegner Deutschland). Mit der Auslösung des Krieges und der damit einhergehenden Unterordnung der meisten sozialistischen Parteien unter die jeweiligen nationalen Regierungsinteressen zerbrach zugleich auch die Zweite Internationale, an deren Gründung Vaillant einen wichtigen Anteil hatte.
Édouard Vaillant starb am 18. Dezember 1915 im zweiten Kriegsjahr des Ersten Weltkriegs im Alter von 75 Jahren.

## Werke (in deutscher Übersetzung)
- Die Arbeitslosigkeit. Internationaler Sozialistenkongress in Wien (23. bis 29. August 1914) Brüssel 1914.